# Willingdon and Jevington
Willingdon and Jevington – gmina (civil parish) w Anglii, w hrabstwie East Sussex, w dystrykcie Wealden. Leży 83 km na południe od Londynu. W 2007 miejscowość liczyła 6156 mieszkańców.